# Кретјен де Троа
Кретјен де Троа (фр. Chretien de Troyes) је био француски средњовековни писац и први који је изашао из таме анонимности.

## Биографија
О његовом животу се мало зна. Претпоставља се да је рођен 1135. године, а књижевно је био активан од око 1160. до 1190. године. Имао је солидно образовање, бавио се превођењем и прерађивањем латинских текстова, највише Овидија. Био је чест гост дворова Марије Шампањске и грофа Филипа Фландријског. Као што је предложио Урбан Т. Холмс III, Кретјеново име, што дословно значи „Хришћанин из Троа“, могло би да буде псеудоним за јеврејског преобраћеног из јудаизма у хришћанство, познатог и као Crestien li Gois.

## Романи
Кретјен де Троа је најпознатији у историји књижевности као писац романа у стиховима чија је тематика претежно везана за круг легенди о келтском краљу Артуру и Тристану и Изолди. Ове легенде су почеле да се шире у Француској у првој половини 12. века, а Троа је најзаслужнији за њихово увођење у француску књижевност.
Кретјенова дела укључују пет главних песама у римованим осмосложним двостиховима. Четири од њих су потпуне: Ерек и Енида (око 1170); Клижес (око 1176); Ивејн, или витез са лавом; и Ланселот, или витез на таљигама, последња два су написана истовремено између 1177. и 1181. Ивејн се генерално сматра Кретјеновим најмајсторијим делом. Последња романса која се обично приписује Кретјену, Парсифал, или легенда о Светом гралу, написана је између 1181. и 1190. године, али је остала недовршена. Посвећена је Филипу, грофу од Фландрије, за кога је Кретјен можда био везан у последњим годинама живота. Завршио је само 9.000 редова дела, али су четири наследника различитих талената додала 54.000 додатних редова у оно што је познато као Четири наставка. Слично, последњих хиљаду редова Ланселота написао је Годфроа де Лањи, очигледно у договору са Кретјеном. У случају Парсифала, један настављач каже да је песникова смрт спречила да заврши дело; у случају Ланселота није наведен разлог. Ово није зауставило спекулације да Кретјен није одобравао Ланселотову прељубничку тему (у ком случају изгледа мало вероватно да је он измислио Ланселота).
Постоји и неколико мањих дела, од којих се сва не могу са сигурношћу приписати Кретјену. Филомела је једина сачувана од четири његове песме засноване на Овидијевим Метаморфозама. Две кратке лирске шансоне на тему љубави су такође врло вероватно његове, али је приписивање побожне романсе Guillaume d'Angleterre њему сада у великој мери под сумњом. Такође је сугерисано да би Кретјен могао бити аутор две кратке романсе у стиху под називом Le Chevalier à l'épée и La Mule sans frein, али ова теорија није нашла велику подршку. Кретјен наводи своје третмане Овидија у уводу Клижеса, где такође помиње своје дело о краљу Марку и Изолди. Ово последње је вероватно повезано са легендом о Тристану и Изолди, иако Тристан није именован. Кретјеново гледиште на Тристана није очувано, иако у уводу Клижеса, Кретјен сам каже да његов третман према Тристану није био добро прихваћен, што вероватно објашњава зашто није опстао. Кретјенова дела су написана на народном старофранцуском језику, иако су обележен карактеристикама регионалног шампеноаског дијалекта (који је још увек прилично сличан „стандардном“ француском у Паризу).

#### Изгубљени првенац
После превода и прерада Овидија, овај образовани дворски писац, написао је неколико романа од којих нису сви сачувани. Зна се да је написао једну повест о Тристану и Изолди, али је она изгубљена.

#### Ерек и Енида
Други Кретјенов роман, Ерек и Енида (фр. Erec et Enide), иако, као и други његови романи, куртоазан по општем духу, није типичан. Жена (Енида) игра подређену улогу. Роман третира проблем брачне љубави и задовољстава брачног живота с једне стране, а са друге, вршења витешких дужности. Ако жена и пријатности које она пружа могу у извесним тренуцима учинити да витеза обузме антивитешко расположење, узвишеност карактера супружника и њихова међусобна љубав могу да ускладе те две привидно супротне тежње. Енида је посумњала у Ереково витештво, а он у њену љубав, али после заједничких искушења у борбама у којима Енида прати свог мужа, они се показују достојни једно другог. Овај куртоазни роман у исти мах је и слављење брачне љубави.

#### Клижес
Роман Клижес (фр. Cliges) има два јасно одвојена дела. У првом делу се причају доживљаји младог цариградског кнеза Александра који долази на двор краља Артура и тамо се заљубљује у лепу Соредамор. Назван је и „антитристан“, јер се у његовом другом делу, у коме се прича о Александровом сину Клижесу, Алис жени девојком (Fenice) с којом се његов синовац, млади јунак Клижес, воли. Насупрот Изолди она одбија сваки компромис и дељење тела и душе између мужа и љубавника. У овом роману жена има веома активну улогу, све главне иницијативе су у њеним рукама.

#### Ланселот, или витез на таљигама
По налогу Марије Шампањске Кретјен пише роман Ланселот, или витез на таљигама (фр. Lancelot ou le chevalier a la charette), чији је предмет љубав витеза Ланселота према краљици Гиневри (Genievre), Артуровој жени. У овом роману Кретјен љубав доводи до пароксизма, потчињеност дами иде до безумног робовања, а њен култ превазилази најватреније обожавање религиозних вредности. Основни мотив романа је избављење из ропства отете краљице у коме Ланселот учествује заједно са другим витезовима. Надимак садржан у наслову потиче од јунаковог пењања на колица која вози један кепец. Изгубивши коња, приморан је да се послужи тим „недостојним“ превозним средством како би што пре дошао до краљице која и сама гаји ватрену љубав према свом обожаваоцу. Али, пошто је и за тренутак оклевао да, противно витешком поносу, то уради, Ланселот навлачи на себе краљичин гнев. Кретјен, у дотадашњим романима апологета чисте брачне љубави, у овом роману прави искорак у другу тематику, што није одговарало његовим склоностима. Роман је наставио да дорађује један Кретјенов ученик.

#### Ивен, или витез са лавом
И у роману Ивејн, или витез са лавом (фр. Ivain ou Le Chevalier au Lion) Кретјен третира један врло стар мотив: задобијање љубави удовице побеђеног ратника. Као у Ереку и Ениди опевана је брачна љубав, само што у овом роману јунак запоставља жену у корист витешких пустоловина. Храбрим и корисним подвизима Ивен ипак поново задобија наклоност своје супруге Лаудине. Занимљив је и један реалистични детаљ, дат кроз опис ткачких радница које раде у беди и понижењу, што показује да Кретјен био свестан и наличја тадашњег живота. Други наслов романа дат је по верном лаву кога је Ивен спасао од змије и који га свуда прати.

#### Прича о Гралу
Причом о Гралу или романом Парсфифал, како се чешће назива, Кретјен потпуно прелази у подручје мистике. Овим делом започео је циклус о светом Гралу и о његовом тражењу, пуном мистичне симболике. Овоземљске тежње јунака прелазе у други план у корист надземаљских, а лик идеалног витеза добија још једну, нову, спиритуалну димензију. Персевал на крају не долази до циља, јер ни он није потпуно чист (у хришћанском схватању чистоте од греха), али он читаоцу показује модел религиозно и морално оплемењеног и продуховљеног витеза. Овај недовршени роман наставио је, између осталих, Робер де Барон, а касније се јављају и прозне прераде.

## Опште одлике
Кретјенови романи су мешавина занимљивог, пустоловног, фантастичног и мистериозног, са великим интересовањем за човека, његову судбину и људске односе. Иако стил није лишен баналности, он има лакоће у добром смислу, има отмености и складности. Кретјен де Троа поседује снажну уобразиљу, смисао за посматрање и за реалност, па су неки ликови из његових романа постали универзални типови светске књижевности: Ивен, Ланселот, Говен, Персевал.

## Пријем Кретјеновог дела
Успех Кретјена де Троа био је огроман. Писци, музичари и други уметници инспирисали су се његовим делом, а већ од 13. века често је превођен у европским земљама.